# Фелштинські (герб)
Фелштинські (пол. Felsztyński) – шляхетський герб, різновид герба Наленч.

## Опис герба
В червоному полі срібна пов'язка в коло вузлом до низу.
Клейнод: три пера павича.
Намет: червоний, підбитий сріблом.
Так за Знаммеровським і Гайлою для Трелінських та Уруських. Юліуш Карол Островський дає опис із страусиним пір'ям і незв'язаною пов'язкою.

## Найбільш ранні згадки
Присвоєно в 1780 році в Київській губернії.

## Herbowni
Фелштинські (Felsztyński).

## Зовнішні посилання
- Герб Felsztyński на сайті Генеалогія dynastyczna